# Gmina Stryszawa
Die Gmina Stryszawa ist eine Landgemeinde im Powiat Suski der Woiwodschaft Kleinpolen in Polen. Ihr Sitz ist das gleichnamige Dorf.

## Geographie
Die Gemeinde  liegt in den Saybuscher Beskiden (Beskid Żywiecki). Zu den Gewässern gehört der Bach Stryszawka.

## Geschichte
Von 1975 bis 1998 gehörte Stryszawa zur Woiwodschaft Bielsko-Biała.

## Gliederung
Zur Landgemeinde (gmina wiejska) Stryszawa gehören folgende acht Dörfer mit einem Schulzenamt:
Hucisko, Krzeszów, Kuków, Kurów, Lachowice, Pewelka, Stryszawa und Targoszów.